# Chiesa dei Santi Pietro e Paolo (Borgosesia)
La chiesa dei Santi Pietro e Paolo è la parrocchiale di Borgosesia, in provincia di Vercelli e diocesi di Novara; fa parte dell'unità pastorale di Borgosesia.

## Storia
L'area in cui sarebbe poi sorta la chiesa era, in epoca romana, una zona sepolcrale.
Nel Medio Evo la pieve dei Santi Pietro e Paolo di Borgosesia era molto importante, dato che, come si legge negli scritti del vescovo Carlo Bascapè, era matrice di tutte le chiese della valle.
La parrocchiale venne ricostruita nel Seicento e nello stesso secolo il campanile fu rimaneggiato; nel 1852 si provvide a realizzare la facciata in stile neoclassico e in quell'occasione venne demolito l'antico portico.

## Descrizione

### Esterno
La facciata a salienti della chiesa, rivolta a occidente, è suddivisa da una cornice marcapiano in due registri. L'ordine inferiore, più largo e in stile ionico, presenta centralmente un corpo più avanzato, tripartito da quattro semicolonne e caratterizzato dall'ingresso principale, da specchiature e da due nicchie, in cui sono alloggiate le statue raffiguranti San Pietro e San Paolo; sulle due ali laterali, anch'esse abbellite da specchiature, vi sono gli antichi ingressi secondari, successivamente murati. L'ordine superiore, invece, è caratterizzato da una finestra semicircolare e coronato dal timpano triangolare.
Annesso alla parrocchiale è il campanile in pietra a pianta quadrata, suddiviso da cornici marcapiano in più registri; la cella presenta su ogni lato una serliana ed è coronata dal tetto a otto falde poggiante sul tamburo.

### Interno

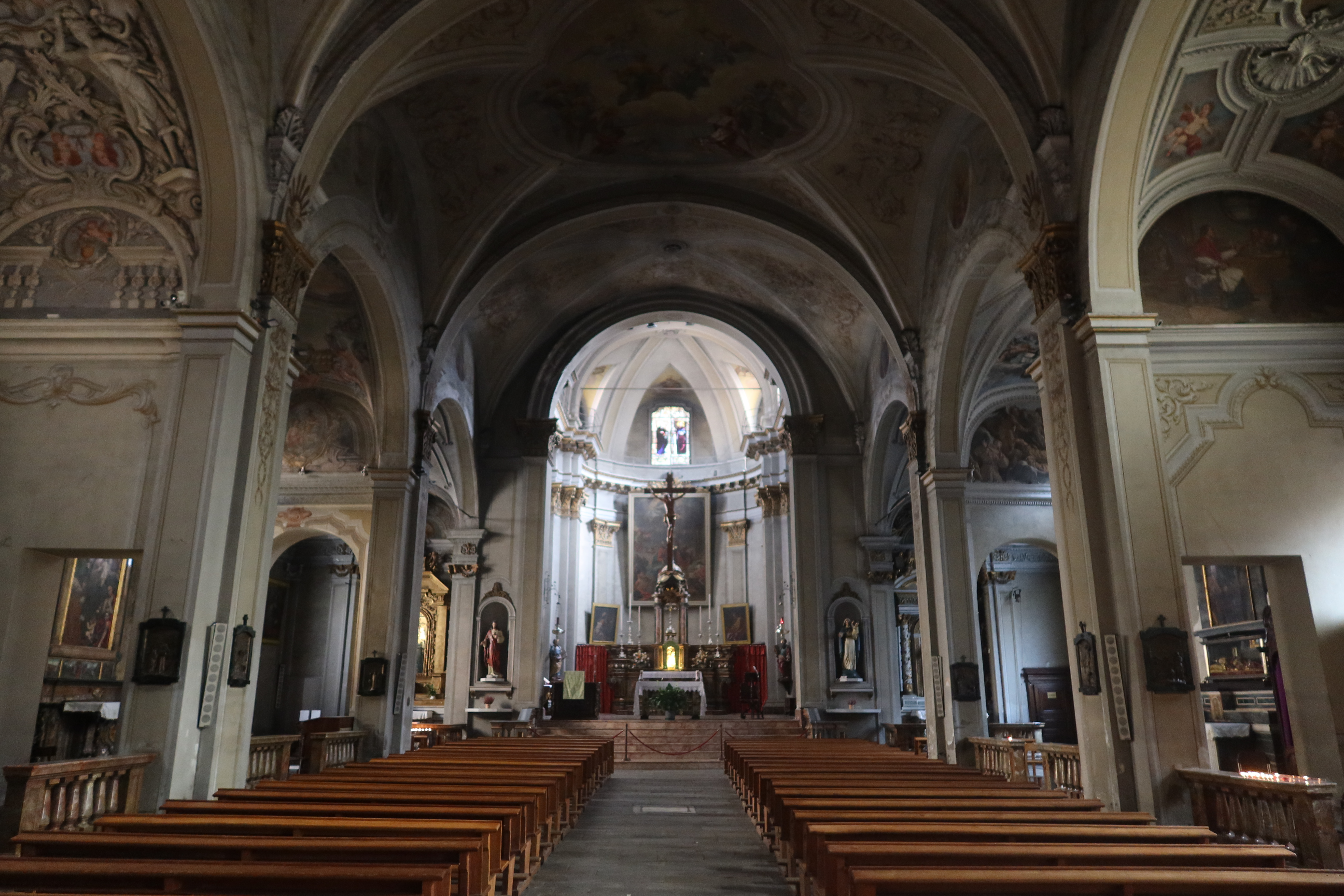
L'interno

L'interno dell'edificio, la cui pianta è a croce latina, si compone di un'unica navata, sulla quale si affacciano le cappelle laterali, introdotte da archi a tutto sesto e tra di loro intercomunicanti, e le cui pareti sono abbellite da lesene sorreggenti i costoloni che scandiscono le volte; al termine dell'aula si sviluppa il presbiterio, rialzato di sei gradini, ospitante l'altare maggiore e chiuso dall'abside semicircolare.
Qui sono conservate diverse opere di pregio, tra le quali la tavola con soggetto la Madonna col Bambino tra i santi Gaudenzio, Cristoforo, Giovanni Battista, Pietro e Paolo, dipinta da Bernardino Lanino nel 1539, gli affreschi eseguiti da Tarquinio Grassi nel 1690 e le due statue raffiguranti le Sante Apollonia e Lucia, intagliate alla fine del XVII secolo.